# Barèges
Pour les articles homonymes, voir Barèges (homonymie).
Barèges est une commune française située dans le sud du département des Hautes-Pyrénées, en région Occitanie - son parler, comme celui de toute la Vallée, est une variété du gascon.
Sur le plan historique et culturel, la commune est dans la province du Lavedan, partie sud-occidentale de la Bigorre et constituée d'un ensemble de sept vallées en amont de la ville de Lourdes. Exposée à un climat de montagne, elle est drainée par le Bastan, le ruisseau d'Aygues-Cluses, le ruisseau de la Glère, le ruisseau Dets Coubous et par divers autres petits cours d'eau. Incluse dans le parc national des Pyrénées, la commune possède un patrimoine naturel remarquable : un site Natura 2000 (le « Néouvielle » et les « barèges, Ayré, Piquette ») et dix zones naturelles d'intérêt écologique, faunistique et floristique.
Barèges est une commune rurale qui compte 136 habitants en 2022, après avoir connu un pic de population de 374 habitants en 1954. Ses habitants sont appelés les Barégeois ou Barégeoises.
Sa station thermale est réputée depuis le début du XVIIe siècle et est la plus élevée des Pyrénées. La commune est réputée aussi pour sa station de sports d'hiver, qui fait partie du domaine du Tourmalet, ainsi que pour ses paysages.

## Géographie

Représentations cartographiques de la commune
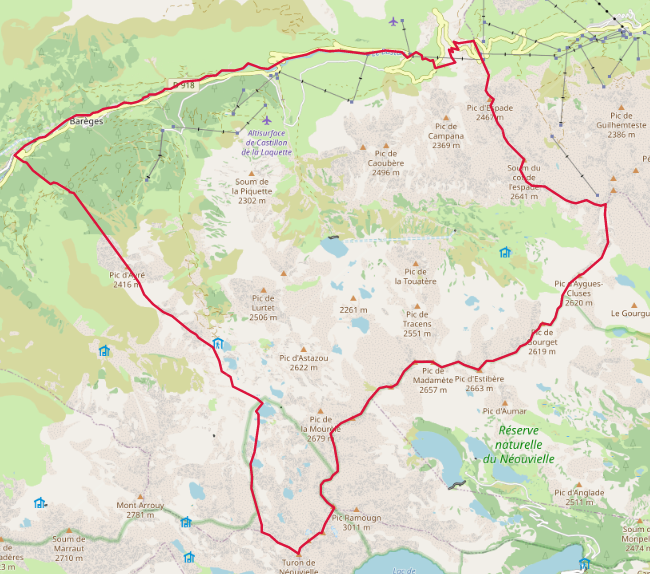
Carte OpenStreetMap.
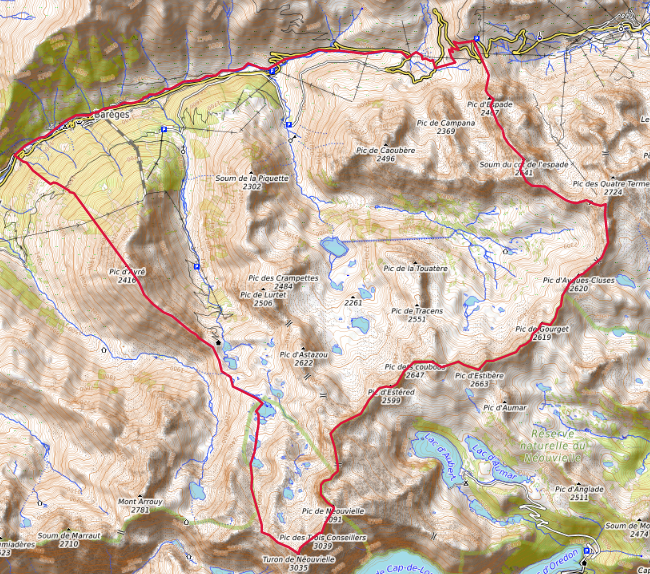
Carte topographique.
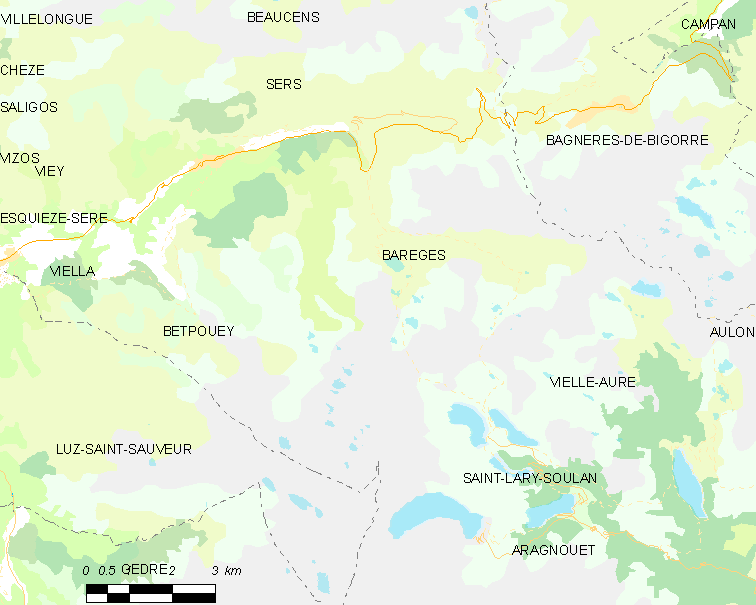
Carte avec les communes environnantes.

### Localisation
Barèges est un petit village de montagne dans les Pyrénées françaises, situé au cœur du Val de la Batsus, au pied du col du Tourmalet et du pic du Midi de Bigorre, et qui s'étire le long du gave du Bastan.

### Communes limitrophes
Barèges est limitrophe de sept autres communes.
Les communes limitrophes sont Sers, Bagnères-de-Bigorre, Betpouey, Luz-Saint-Sauveur, Saint-Lary-Soulan, Vielle-Aure et Aragnouet.
|          | Sers              | Bagnères-de-Bigorre                                   |
| Betpouey | Barèges           | Enclave de la commune de Vielle-Aure                  |
|          | Luz-Saint-Sauveur | Enclave de la commune de Saint-Lary-Soulan, Aragnouet |

### Topographie

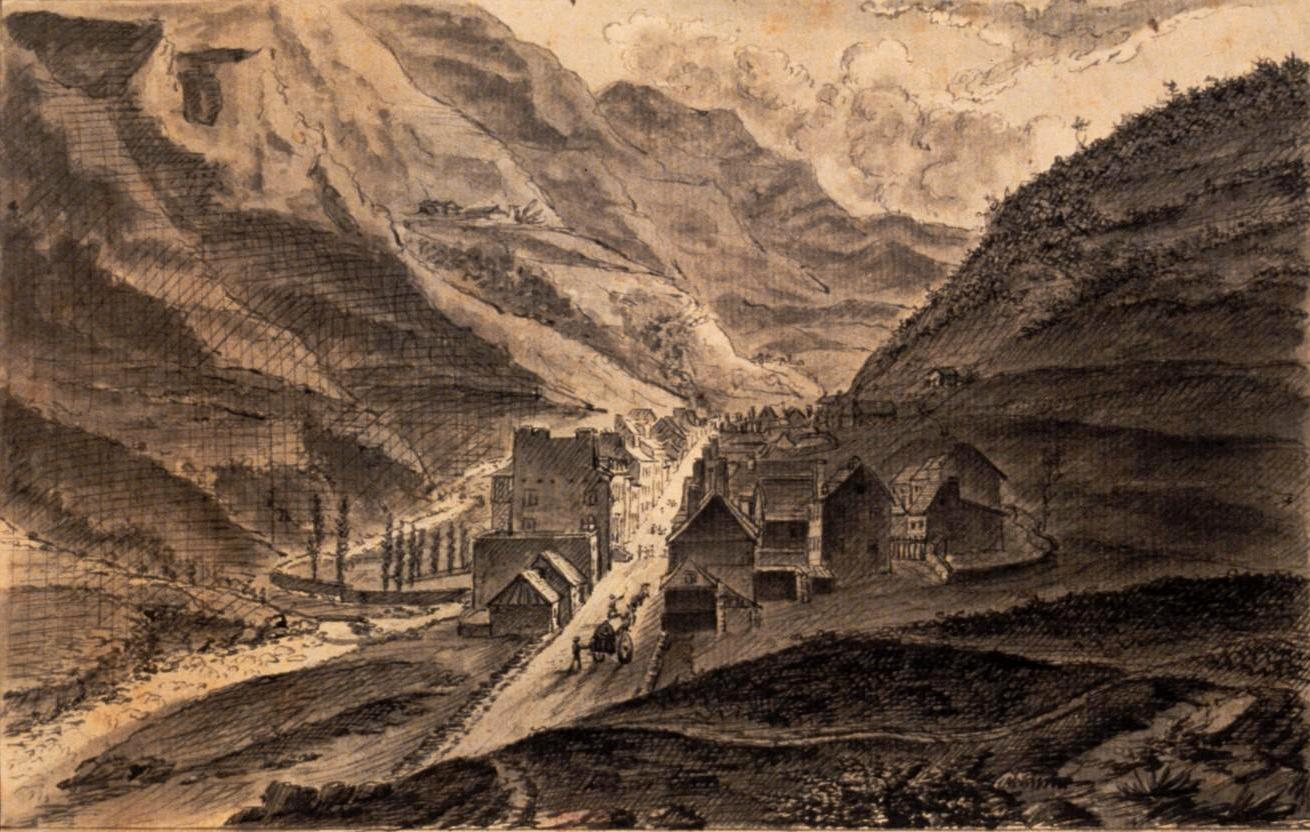
Baréges au XIXe siècle (collection Hippolyte Destailleur 1822-1893).

La commune est délimitée au nord-ouest par le Bastan s'écoulant d'est en ouest dans une vallée assez étroite dans laquelle se situe le village principal (à l'altitude de 1 250 m) et ses principaux lieux-dits habités. Le Bastan sépare aussi la commune de celle de Sers (à droite du gave), dont des parties résidentielles touchent le village de Barèges le long de la rivière.
Le reste du territoire de la commune est constitué dans sa majeure partie par un vaste plateau cerné de plusieurs hauts sommets qui décrivent la majeure partie de ses autres frontières, avec (dans l'ordre des aiguilles d'une montre) :
- à l'est dans la commune et surplombant le domaine skiable partagé avec Bagnères-de-Bigorre, et la station de Super Barèges (sur la route du célèbre col du Tourmalet) : le pic de Caoubère (2 486 m) ;
- à l'est, à la frontière avec la commune de Vielle-Aure : le pic de Contadé (son sommet à 2 724 m est en fait situé à Bagnères-de-Bigorre à quelques centaines de mètres du point triple des frontières des trois communes), le pic d'Aygues-Cluses (2 620 m), le pic de Gourget (2 619 m, dont la crête nord-est constitue aussi la partie la plus au nord de la limite nord-ouest de la réserve naturelle du Néouvielle, partie du parc national des Pyrénées), le pic d'Estibère (2 663 m), le pic de Madamète (2 657 m) ; également à environ 1 km au nord de ce dernier pic, mais situé dans la commune et non sur sa frontière, le pic de Tracens (2 551 m) qui s'avance vers le milieu du plateau ;
- à la frontière avec l'exclave de Soulan (commune de Saint-Lary-Soulan) : les crêtes d'Espade montant au pic de Néouvielle (3 091 m) (qui marquent aussi la partie sud de la frontière nord-ouest de la réserve naturelle du Néouvielle) ;
- au sud, à la frontière avec la commune de Luz-Saint-Sauveur : le pic des Trois conseillers (3 039 m), le Turon de Néouvielle (3 035 m), le pic de la Coume de l'Ours (2 855 m), le mont Arrouy (2 772 m, en fait situé à Luz-Saint-Sauveur et plus près de la frontière avec la commune de Betpouey, mais dont la face nord redescend sur le plateau en traversant cette dernière) ;
- au sud-ouest, à la frontière avec la commune de Betpouey et au plus près du village de Barèges : le pic d'Ayré (2 416 m) ; sa face nord était remontée depuis le village par un funiculaire, et en hiver par des remontées mécaniques.

### Hydrographie

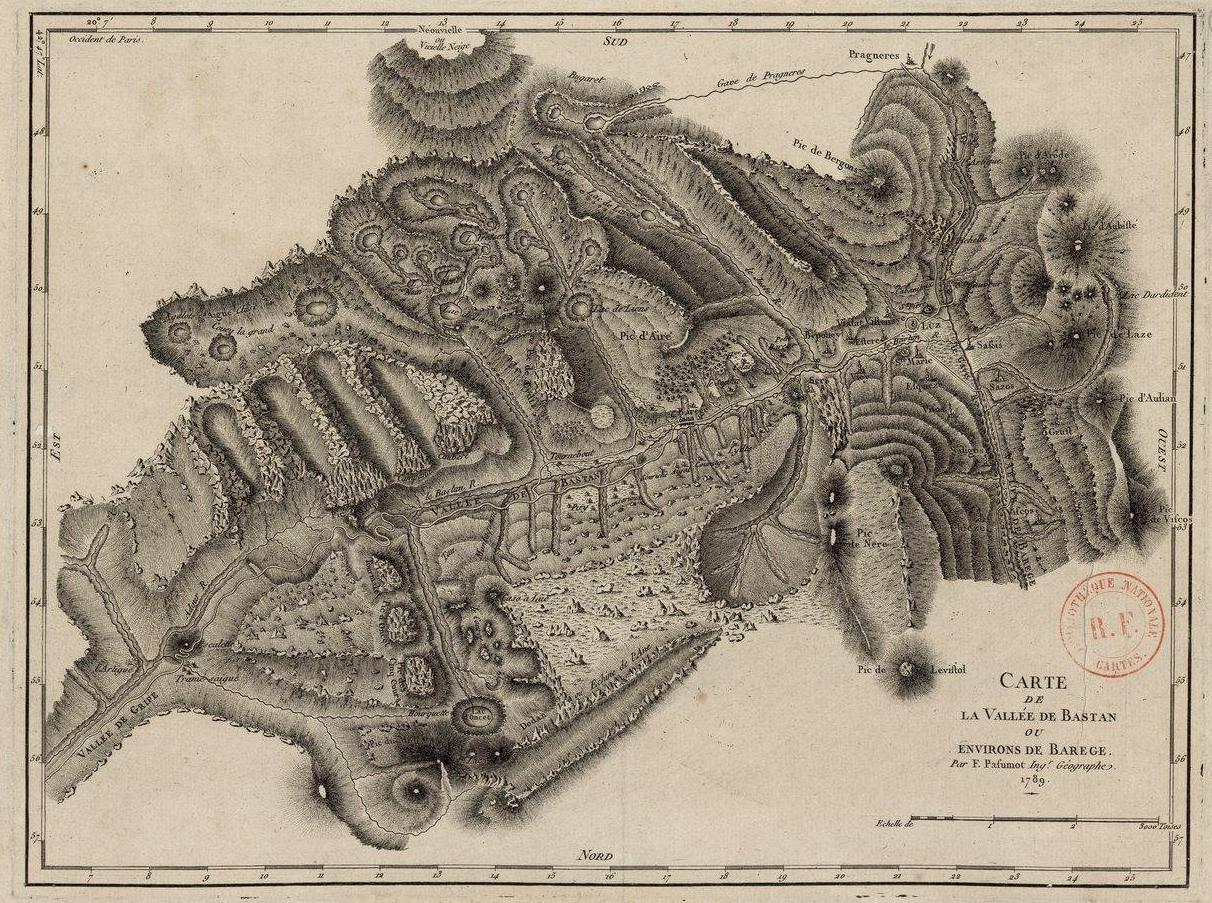
Carte de la vallée de Bastan par F. Pasumot - 1789.

Le Bastan, affluent droit du gave de Gavarnie, traverse les terres de la commune.
La rivière (ou localement le « gave ») du Bastan, affluent droit du gave de Gavarnie, prend sa source sur la commune, non loin du col du Tourmalet dont les pentes et les flancs des pics avoisinants l'alimentent en eau : le Bastan s'écoule alors d'est en ouest dans la vallée étroite et pentue puis traverse le village de la commune dans un cours rapide et agité, au débit très variable selon les saisons, augmenté en période de fonte ou d'orages.
Le plateau montagneux qui constitue la plus grande partie de la commune est également parsemé de petits lacs qui alimentent le ruisseau du Dets Coubous.
En février 2013, une avalanche obstrue le Bastan à hauteur des Thermes de Barèges, le village est évacué. Le 31 mai, la neige s'est accumulée et une nouvelle avalanche en contrebas du Lienz, recouvre sur près de 200 mètres le lit du Bastan. Des fortes chaleurs les 15 et 16 juin suivies d'orages et de pluies incessantes les 17 et 18 juin provoquent une montée des eaux associée à la fonte des neiges. Freinées par les restes de l'avalanche, les eaux du Bastan emportent la route rive droite, la place de Barèges, puis le parking HLM, le camping et sept maisons mais aucun blessé n'est à signaler. Les Thermes de Barzun sont également fortement endommagés. Le village sinistré est évacué le 19 juin par une ouverture exceptionnelle du col du Tourmalet, toujours enneigé.

### Climat
Le climat qui caractérise la commune est qualifié, en 2010, de « climat de montagne », selon la typologie des climats de la France qui compte alors huit grands types de climats en métropole. En 2020, la commune ressort du même type de climat dans la classification établie par Météo-France, qui ne compte désormais, en première approche, que cinq grands types de climats en métropole. Pour ce type de climat, la température décroît rapidement en fonction de l'altitude. On observe une nébulosité minimale en hiver et maximale en été. Les vents et les précipitations varient notablement selon le lieu.
Les paramètres climatiques qui ont permis d’établir la typologie de 2010 comportent six variables pour les températures et huit pour les précipitations, dont les valeurs correspondent à la normale 1971-2000. Les sept principales variables caractérisant la commune sont présentées dans l'encadré ci-après.
| Paramètres climatiques communaux sur la période 1971-2000 - Moyenne annuelle de température : 7,6 °C - Nombre de jours avec une température inférieure à −5 °C : 7,7 j - Nombre de jours avec une température supérieure à 30 °C : 0,9 j - Amplitude thermique annuelle : 14,1 °C - Cumuls annuels de précipitation : 1 197 mm - Nombre de jours de précipitation en janvier : 10,7 j - Nombre de jours de précipitation en juillet : 8,3 j |

Avec le changement climatique, ces variables ont évolué. Une étude réalisée en 2014 par la Direction générale de l'Énergie et du Climat complétée par des études régionales prévoit en effet que la  température moyenne devrait croître et la pluviométrie moyenne baisser, avec toutefois de fortes variations régionales. La station météorologique de Météo-France installée sur la commune et en service de 1944 à 2003 permet de connaître l'évolution des indicateurs météorologiques. Le tableau détaillé pour la période 1981-2010 est présenté ci-après.
| Mois                                  | jan.           | fév.           | mars           | avril          | mai           | juin          | jui.          | août          | sep.          | oct.          | nov.           | déc.           | année    |
| ------------------------------------- | -------------- | -------------- | -------------- | -------------- | ------------- | ------------- | ------------- | ------------- | ------------- | ------------- | -------------- | -------------- | -------- |
| Température minimale moyenne (°C)     | −1,4           | −1,5           | 0,6            | 1,9            | 5             | 7,9           | 9,9           | 10,1          | 7,9           | 5,4           | 1,8            | −0,3           | 4        |
| Température moyenne (°C)              | 2,5            | 3              | 5,6            | 6,7            | 10,1          | 13,3          | 15,7          | 16            | 13,6          | 10,4          | 6              | 3,3            | 8,9      |
| Température maximale moyenne (°C)     | 6,4            | 7,5            | 10,6           | 11,5           | 15,2          | 18,6          | 21,5          | 21,9          | 19,3          | 15,4          | 10,3           | 6,9            | 13,8     |
| Record de froid (°C) date du record   | −16 12.01.1987 | −18 23.02.1944 | −14 02.03.1950 | −10 04.04.1996 | −7 02.05.1945 | −2 01.06.1995 | −1 13.07.00   | 0 29.08.1993  | −3 25.09.02   | −7 25.10.1964 | −10 23.11.1988 | −18 17.12.1946 | −18 1946 |
| Record de chaleur (°C) date du record | 21 30.01.02    | 22 23.02.1959  | 24 21.03.1990  | 30 26.04.1947  | 30 12.05.1945 | 34 28.06.1986 | 35 20.07.1989 | 37 16.08.1987 | 34 14.09.1987 | 29 12.10.01   | 24 14.11.1948  | 18 17.12.1996  | 37 1987  |
| Précipitations (mm)                   | 128            | 91,9           | 99,4           | 125            | 108,9         | 85,4          | 74,6          | 72,6          | 83,8          | 104           | 139,2          | 122,5          | 1 235,3  |

## Urbanisme

### Typologie
Au 1er janvier 2024, Barèges est catégorisée commune rurale à habitat dispersé, selon la nouvelle grille communale de densité à sept niveaux définie par l'Insee en 2022.
Elle est située hors unité urbaine et hors attraction des villes,.

### Occupation des sols
L'occupation des sols de la commune, telle qu'elle ressort de la base de données européenne d’occupation biophysique des sols Corine Land Cover (CLC), est marquée par l'importance des forêts et milieux semi-naturels (98,9 % en 2018), une proportion identique à celle de 1990 (98,9 %). La répartition détaillée en 2018 est la suivante : 
espaces ouverts, sans ou avec peu de végétation (56,3 %), milieux à végétation arbustive et/ou herbacée (32,3 %), forêts (10,3 %), prairies (0,6 %), zones urbanisées (0,5 %).
L'IGN met par ailleurs à disposition un outil en ligne permettant de comparer l’évolution dans le temps de l’occupation des sols de la commune (ou de territoires à des échelles différentes). Plusieurs époques sont accessibles sous forme de cartes ou photos aériennes : la carte de Cassini (XVIIIe siècle), la carte d'état-major (1820-1866) et la période actuelle (1950 à aujourd'hui).

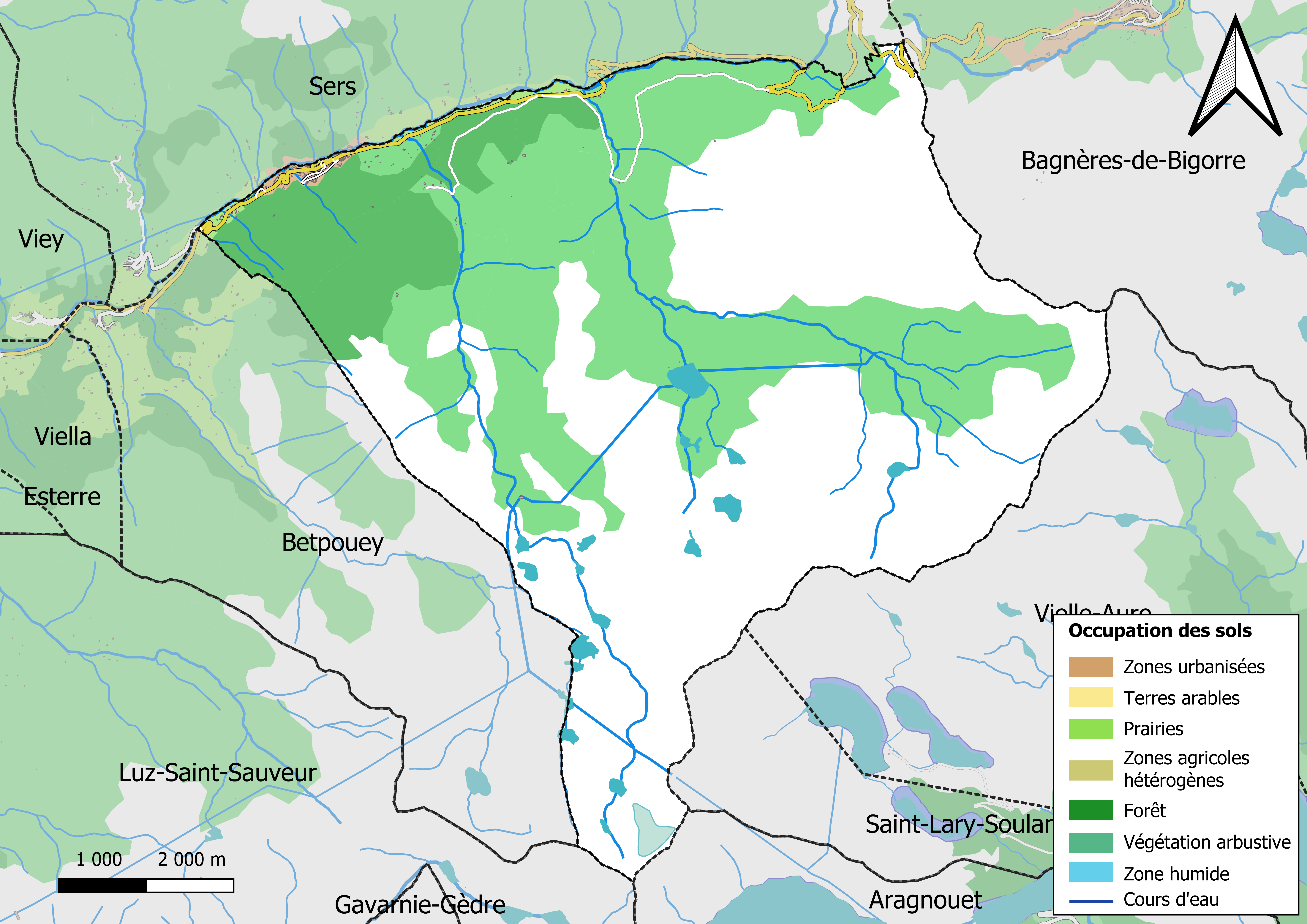
Carte des infrastructures et de l'occupation des sols en 2018 (CLC) de la commune.
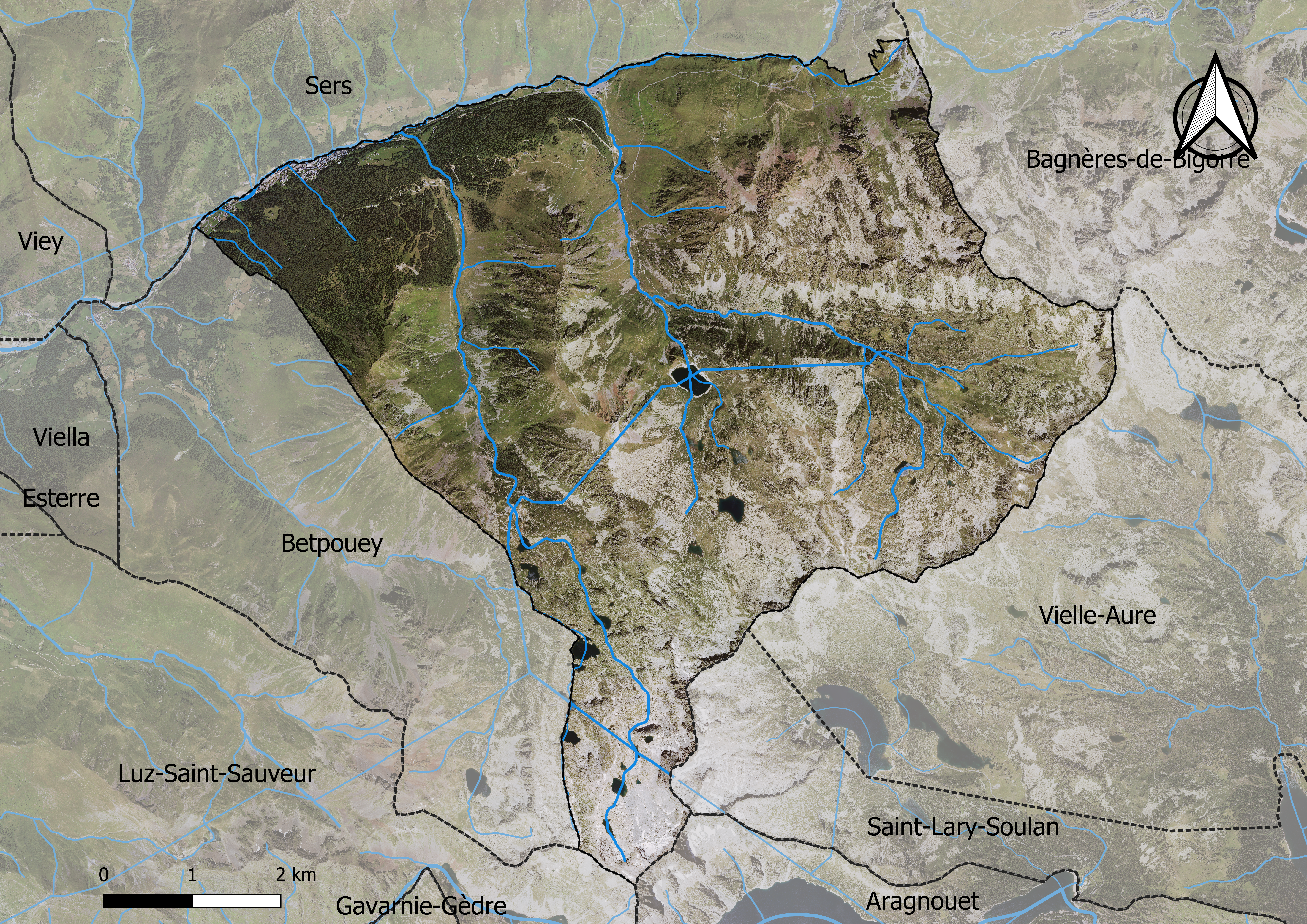
Carte orthophotogrammétrique de la commune.

### Voies de communication et transports

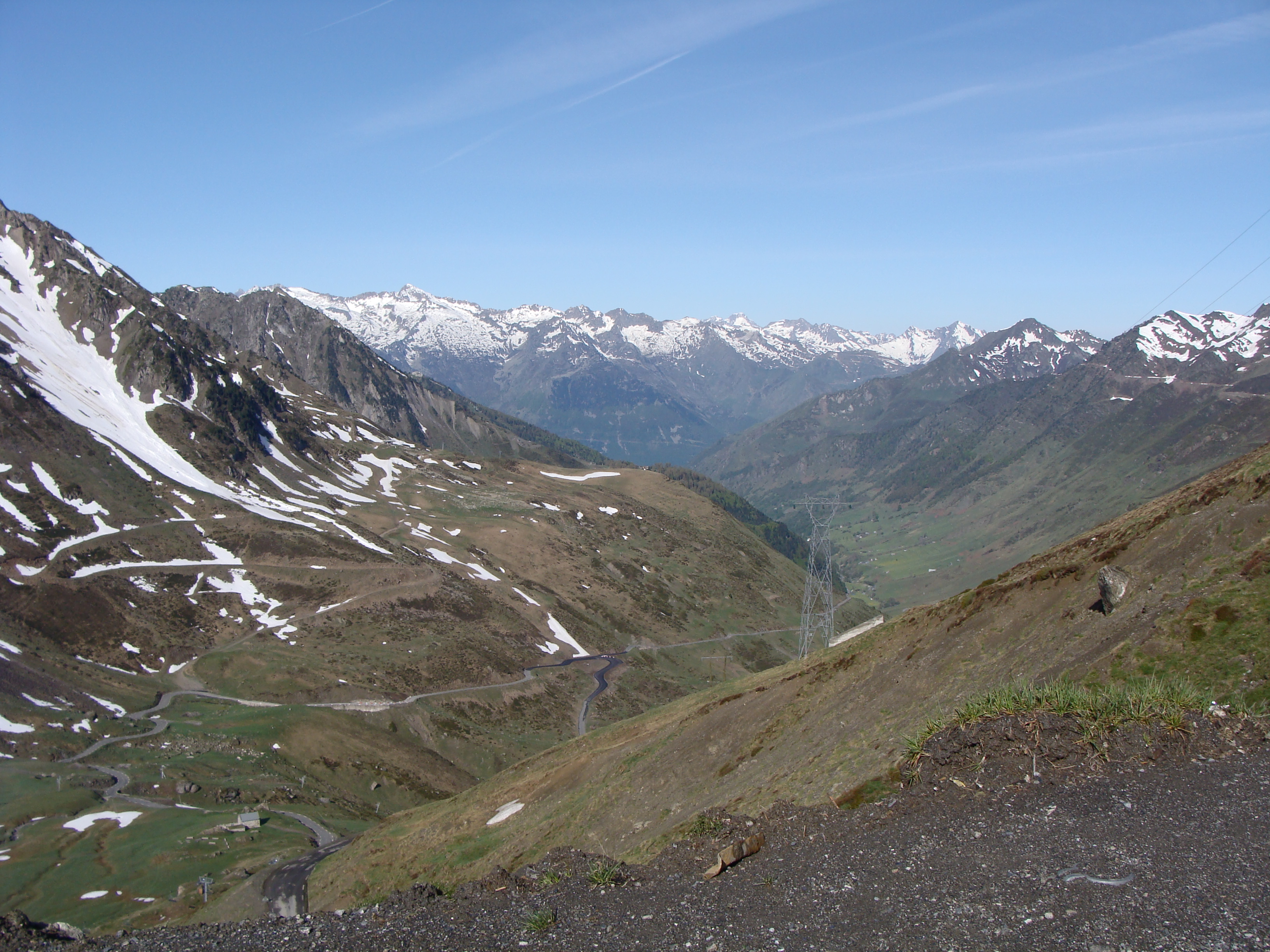
Vue du col du Tourmalet, vers la vallée de Barèges.

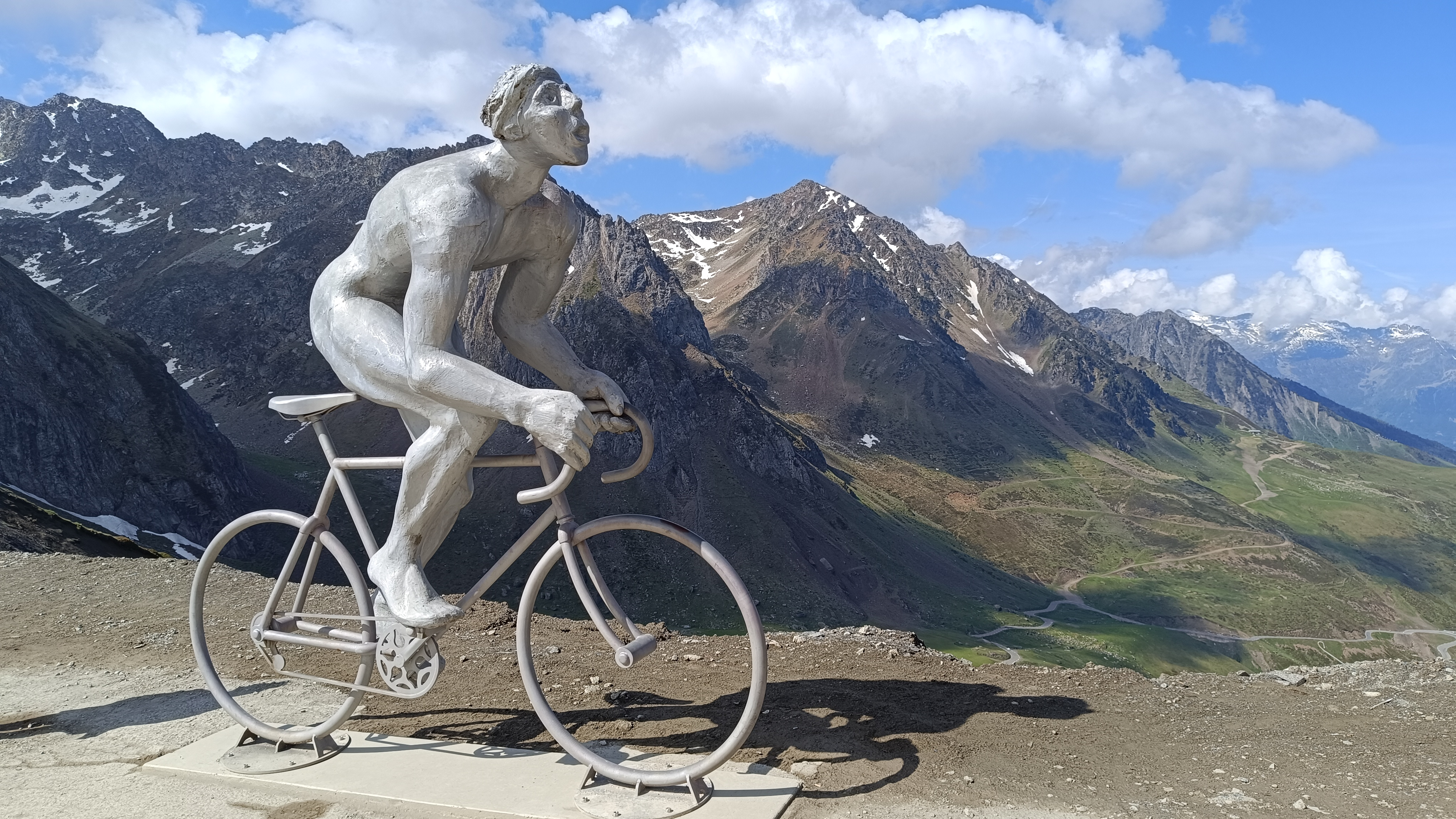
Vue du col du Tourmalet vers la vallée de Barèges en 2023.

Le village de Barèges était traversé par la route nationale 21, alors dite « de Paris à Barèges » ou « route des Pyrénées » : Barèges en était le terminus en venant de l'ouest par Tarbes (où se situe l'aéroport commercial le plus proche aujourd'hui) et Lourdes (desservi aujourd'hui par le TGV Atlantique depuis Paris par Bordeaux et Tarbes), puis les villages alors peu urbanisés d'Agos-Vidalos, Ayzac-Ost, Argelès-Gazost, Pierrefitte-Nestalas, Soulom, Luz-Saint-Sauveur, Gèdre et Gavarnie.
C'était avant que la nationale 21 ne se termine à Gavarnie, puis réduite à nouveau en 1972 jusqu'à Argelès-Gazost ; les sections retirées à la fin de la nationale ont été transférées successivement au département des Hautes-Pyrénées, sans être modernisées au préalable et sont devenues l’actuelle D 918, qui se prolonge à l'est de Barèges vers Bagnères-de-Bigorre par le col du Tourmalet.
L'urbanisation et la circulation croissante entre Lourdes et Argelès-Gazost ont ensuite rendu l’itinéraire de moins en moins aisé et de plus en plus long par la nationale 21 restante, et une nouvelle route D 821 partiellement en 2×2 voies évite Agos-Vidalos et Ayzac-Ost entre Lourdes et Argelès-Gazost, pour améliorer l'accès à Barèges. Le maintien de l'ancienne section de nationale 21 de Lourdes à Argelès-Gazost ne se justifiant plus (en raison de la nouvelle départementale de contournement plus rapide et plus sûre), cette section a également été transférée depuis 2006 au département des Hautes-Pyrénées et rebaptisée D 921.
De plus, une autre nouvelle route D 921b évite le secteur urbanisé d’Argelès-Gazost lui-même et de Pierrefitte-Nestalas, avant de se prolonger à Soulom par l'ancienne partie terminale de la nationale (déjà devenue D 918) traversant Barèges. Ces travaux successifs ont permis d'améliorer la liaison de Lourdes vers Barèges par rapport à l'ancienne nationale 21.

### Risques majeurs

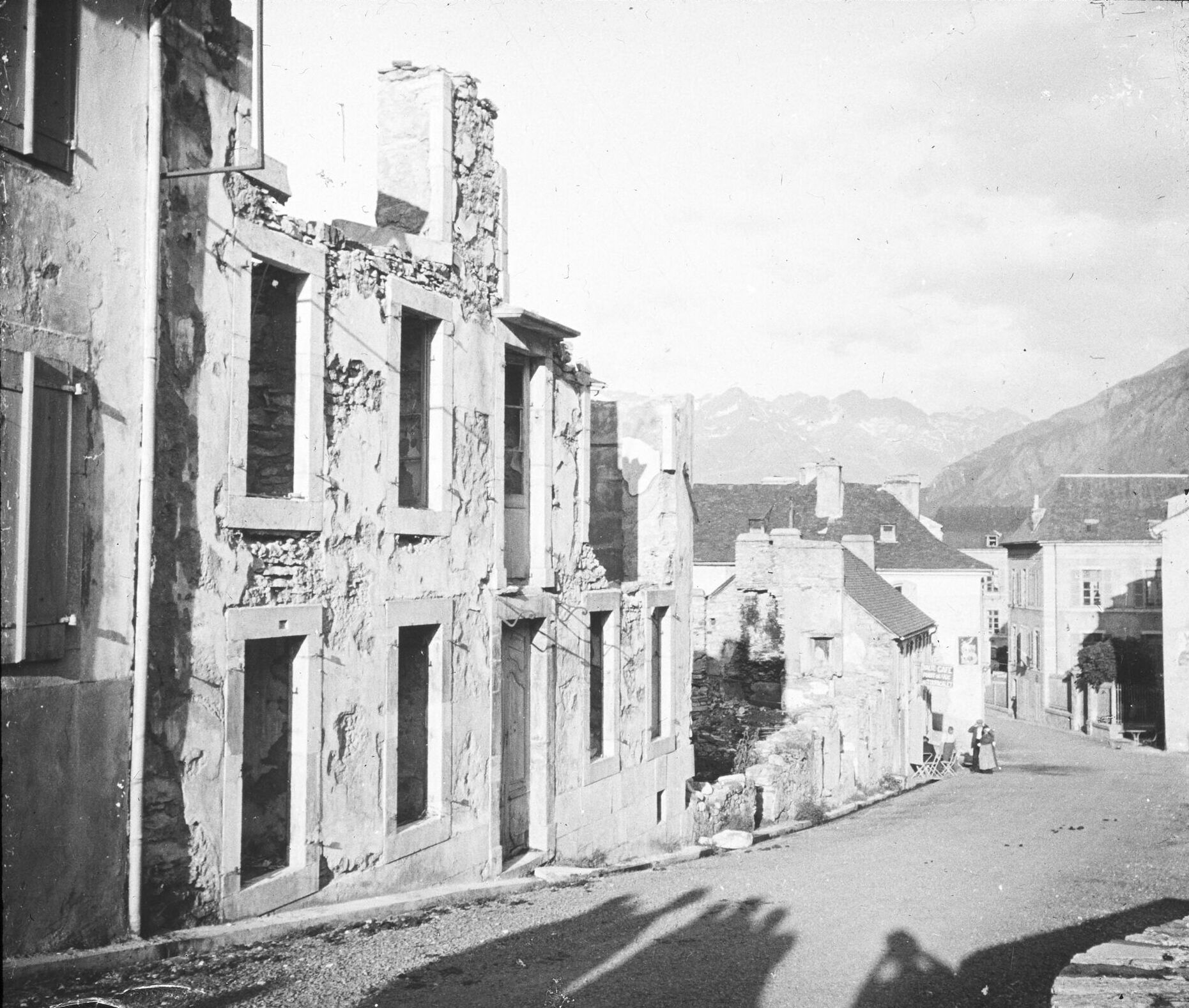
Groupe de maisons détruites par une avalanche.

Le territoire de la commune de Barèges est vulnérable à différents aléas naturels : météorologiques (tempête, orage, neige, grand froid, canicule ou sécheresse), inondations, feux de forêts, mouvements de terrains, avalanche  et séisme (sismicité moyenne). Il est également exposé à un risque particulier : le risque de radon. Un site publié par le BRGM permet d'évaluer simplement et rapidement les risques d'un bien localisé soit par son adresse soit par le numéro de sa parcelle.

#### Risques naturels
Certaines parties du territoire communal sont susceptibles d’être affectées par le risque d’inondation par débordement de cours d'eau, notamment le Bastan. La cartographie des zones inondables en ex-Midi-Pyrénées réalisée dans le cadre du XIe Contrat de plan État-région, visant à informer les citoyens et les décideurs sur le risque d’inondation, est accessible sur le site de la DREAL Occitanie. La commune a été reconnue en état de catastrophe naturelle au titre des dommages causés par les inondations et coulées de boue survenues en 1982, 1999, 2009, 2013 et 2022,.
Barèges est exposée au risque de feu de forêt. Un plan départemental de protection des forêts contre les incendies a été approuvé par arrêté préfectoral le 21 avril 2020 pour la période 2020-2029. Le précédent couvrait la période 2007-2017. L’emploi du feu est régi par deux types de réglementations. D’abord le code forestier et l’arrêté préfectoral du 27 octobre 2014, qui réglementent l’emploi du feu à moins de 200 m des espaces naturels combustibles sur l’ensemble du département. Ensuite celle établie dans le cadre de la lutte contre la pollution de l’air, qui interdit le brûlage des déchets verts des particuliers. L’écobuage est quant à lui réglementé dans le cadre de commissions locales d’écobuage (CLE).

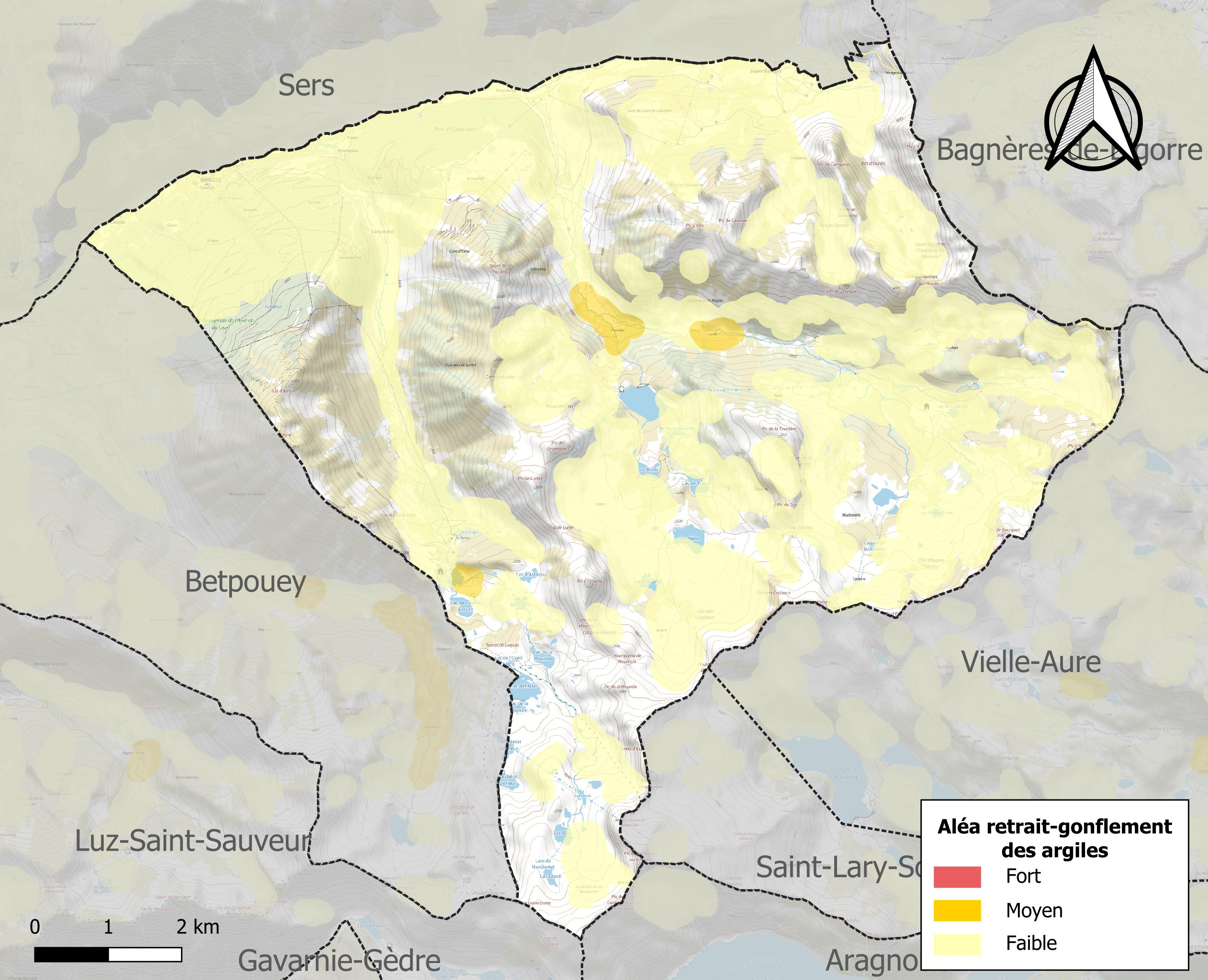
Carte des zones d'aléa retrait-gonflement des sols argileux de Barèges.

Les mouvements de terrains susceptibles de se produire sur la commune sont des mouvements de sols liés à la présence d'argile et des tassements différentiels.
Le retrait-gonflement des sols argileux est susceptible d'engendrer des dommages importants aux bâtiments en cas d’alternance de périodes de sécheresse et de pluie. 1,1 % de la superficie communale est en aléa moyen ou fort (44,5 % au niveau départemental et 48,5 % au niveau national). Sur les 123 bâtiments dénombrés sur la commune en 2019, 0 sont en aléa moyen ou fort, soit 0 %, à comparer aux 75 % au niveau départemental et 54 % au niveau national. Une cartographie de l'exposition du territoire national au retrait gonflement des sols argileux est disponible sur le site du BRGM,.
Par ailleurs, afin de mieux appréhender le risque d’affaissement de terrain, l'inventaire national des cavités souterraines permet de localiser celles situées sur la commune.
Concernant les mouvements de terrains, la commune a été reconnue en état de catastrophe naturelle au titre des dommages causés par des mouvements de terrain en 1999 et 2013.
La commune est exposée aux risques d'avalanche. Les habitants exposés à ce risque doivent se renseigner, en mairie, de l’existence d’un plan de prévention des risques avalanches (PPRA). Le cas échéant, identifier les mesures applicables à l'habitation, identifier, au sein de l'habitation, la pièce avec la façade la moins exposée à l’aléa pouvant faire office, au besoin, de zone de confinement et équiper cette pièce avec un kit de situation d’urgence,.

#### Risque particulier
Dans plusieurs parties du territoire national, le radon, accumulé dans certains logements ou autres locaux, peut constituer une source significative d’exposition de la population aux rayonnements ionisants. Certaines communes du département sont concernées par le risque radon à un niveau plus ou moins élevé. Selon la classification de 2018, la commune de Barèges est classée en zone 3, à savoir zone à potentiel radon significatif.

## Toponymie

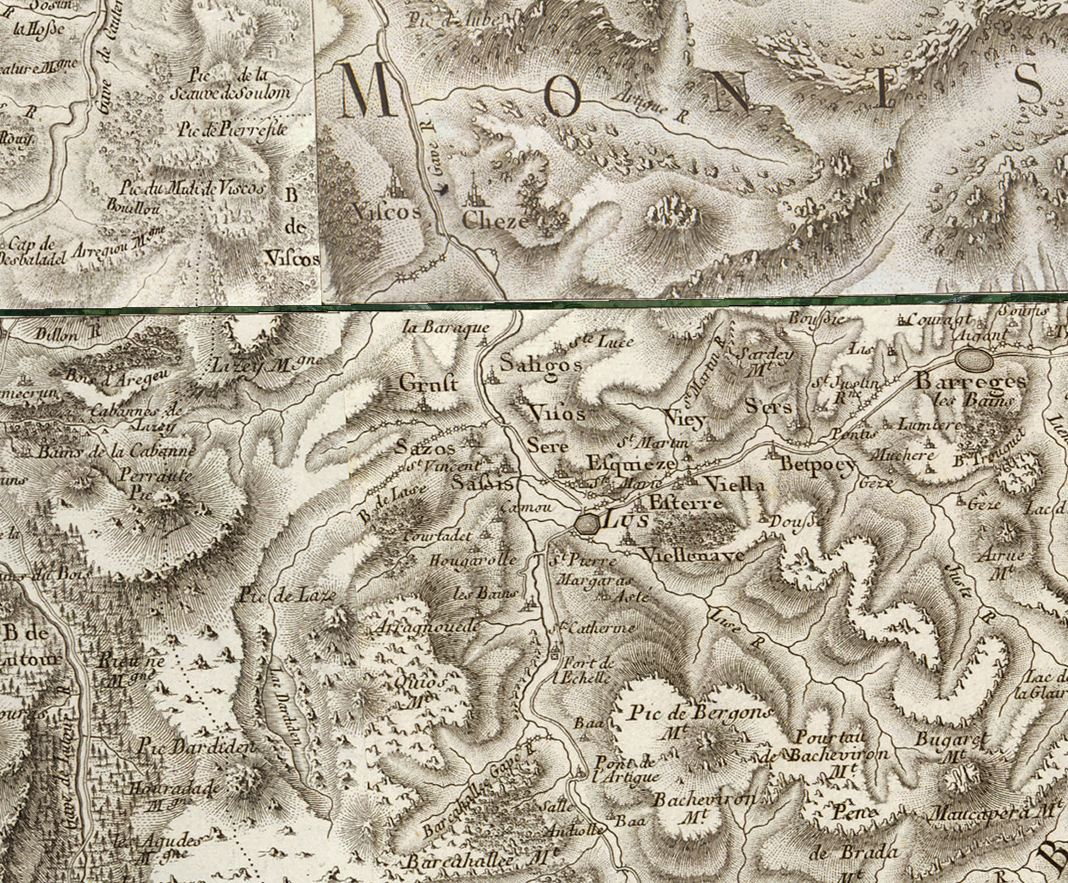
Extrait de la carte de Cassini (entre 1756 et 1789) situant Barèges.

On trouvera les principales informations dans le Dictionnaire toponymique des communes des Hautes-Pyrénées de Michel Grosclaude et Jean-François Le Nail qui rapporte les dénominations historiques du village. Les dénominations historiques ci-dessous ne s'appliquent pas au bourg de Barèges tel que nous le connaissons aujourd'hui mais à l'ensemble de la vallée composé dès le Moyen Âge de 17 villages ou bien à des nobles de la vallée qui la représentaient - on observera que les formes données pour Barège n'ont pas de -s final, sauf pour les formes latines qui sont des « inventions » des notaires de la Vallée ; le -s final n'apparaît qu'au XVIIIe siècle. Barèges, en tant que commune, n'existe que depuis 1946. Auparavant, ce n'était qu'un hameau de Betpouey. À ce titre, ce hameau faisait partie de la commune de Betpouey :
Dénominations historiques :
- Guilhermus de Baregda, latin et gascon (1037 ou v. 1040, livre vert de  Bénac) ;
- in Valletica, latin (v. 1075, cartulaire de Saint-Savin) ;
- Valletici homines, latin (1077, ibid. ; etc.) ;
- Odo de Baregiis, latin (1095, cartulaire de Saint-Pé) ;
- Arsenius de Baretge, latin et gascon (1105, cartulaire de Saint-Savin) ;
- homines Baredgie et Levitani, Baregie, latin (v. 1110, cartulaire de Bigorre) ;
- de Baredge (1114-1118 ?, livre vert Bénac) ;
- W. Edz de Valletica, gascon et latin (entre 1163 et 1171, cartulaires Bigorre) ;
- De hostaticis Baradgie, Baregie, latin (XIIe siècle, cartulaires Bigorre) ;
- in Baredgia, Baregia, ipsi Baredgini, Baregini, Baradgienses, latin (ibid.) ;
- els homes de Baredge, Barege (XIIe, cartulaires Bigorre) ;
- in valle de Baredge, latin et gascon (1168, bulle d'Alexandre III) ;
- Baredge (1284, Procès Bigorre ; etc.) ;
- vallis de Baregio, bajulia de Baregia, latin (1300, enquête Bigorre) ;
- Augerius de Valetica, vallis Baregie, latin (1300, enquête Bigorre) ;
- in uillis baiulie de Valletica, latin (1313, Debita regi Navarre) ;
- In Valetica, latin (1342, pouillé de Tarbes) ;
- la bal de Baretge, val de Varetge (1429, censier Bigorre) ;
- Bains de Barège (1743-1788, registres paroissiaux ; 1760, Larcher, pouillé de Tarbes) ;
- Bains-de-Barèges (1790, Département 1) ;
- Barège-les-Bains (1801, Département 3).

Étymologie : le latin vallem (= vallée) + suffixe -etica (= petite vallée) ne peut être retenu. Cet étymon a été dénoncé par tous les chercheurs comme fantaisiste. L'étymologie est à rechercher dans le gascon « Baret », « terre en jachère puis défrichée ». Mais il ne faut pas exclure un toponyme prélatin quoique celui-ci soit plus hypothétique.
Nom occitan : Varètja.

## Histoire

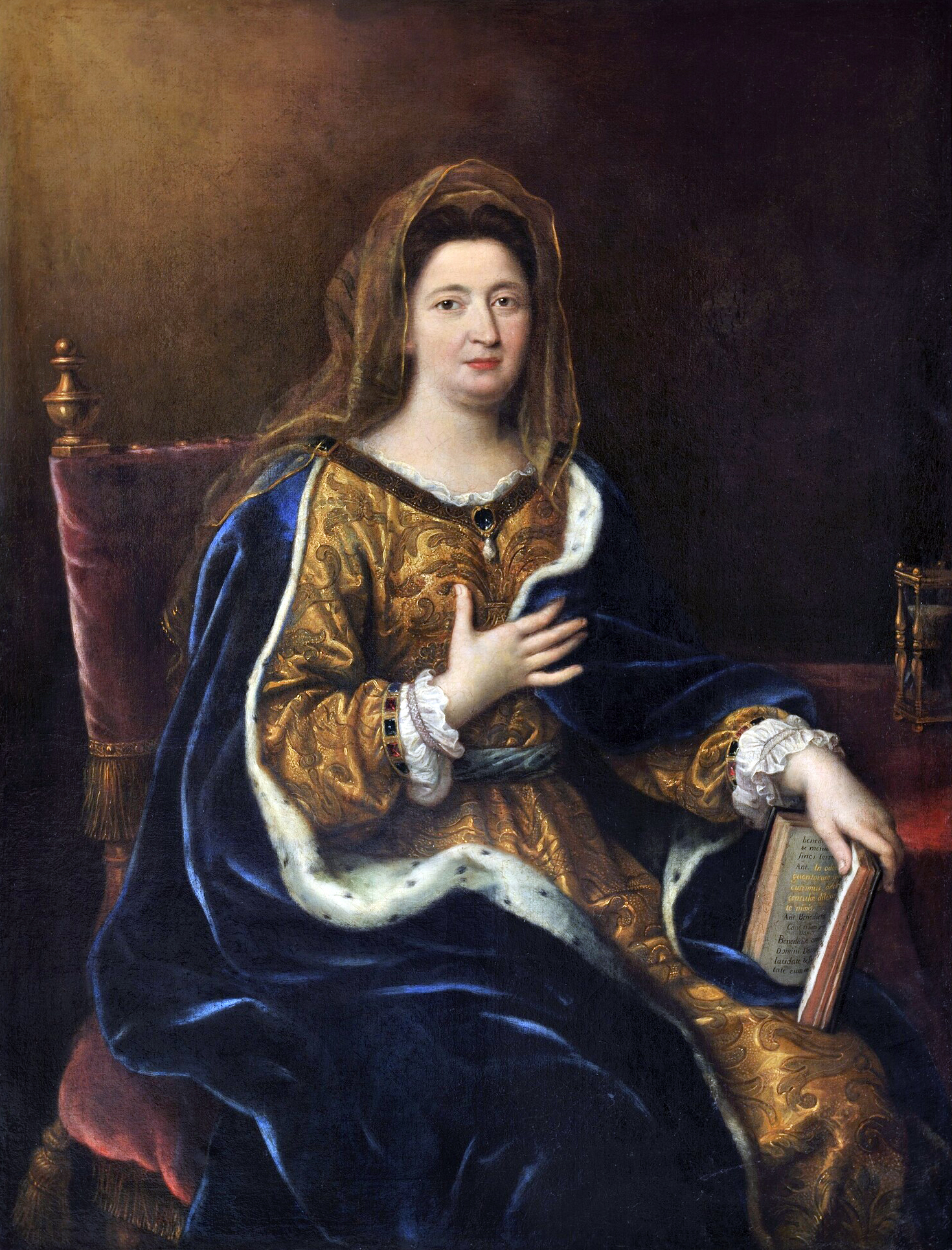
Madame de Maintenon.

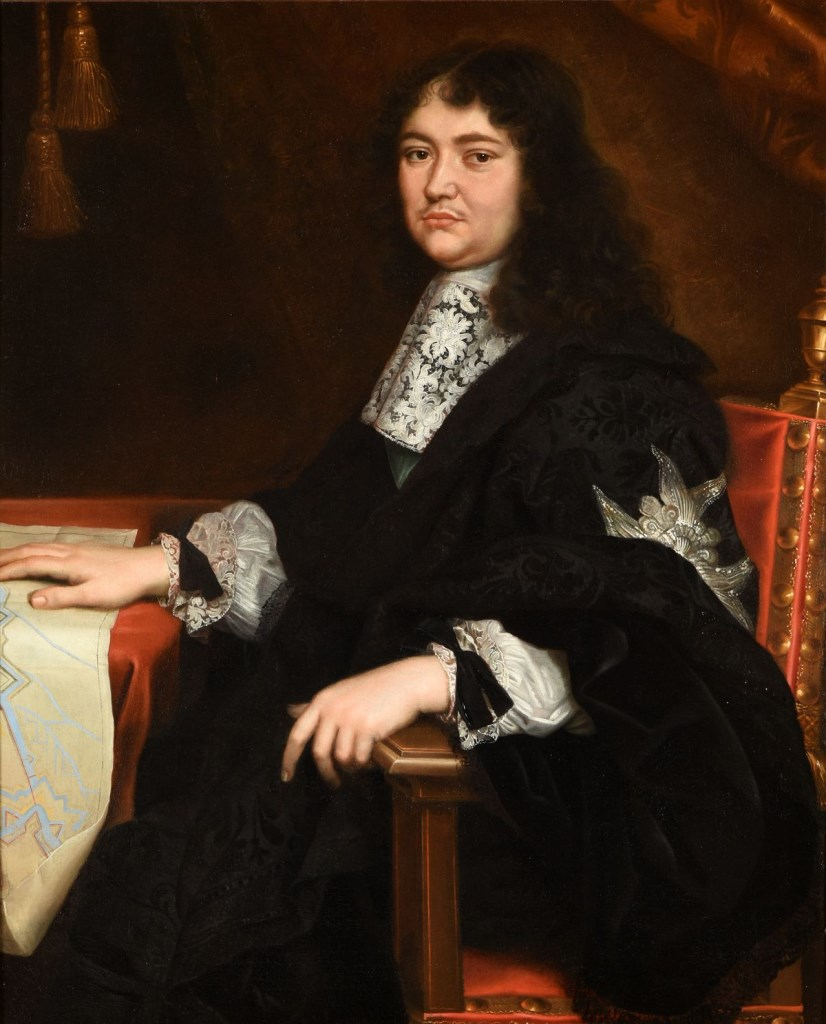
Le marquis de Louvois.

Par le traité de Corbeil de 1258, Jacques Ier d'Aragon renonce à ses prétentions sur l'Occitanie hérités de ses ancêtres les comtes de Barcelone. En retour, le roi Louis IX de France s'engage à renoncer à ses propres prétentions sur les comtés catalans. En effet, en tant que descendants de Charlemagne, les rois de France ont toujours conservé leurs droits sur l'ancienne marche hispanique. C'est ainsi que se trouve fondée la vallée libre de Barèges.
Administrativement, le bourg des Bains était une dépendance du village de Betpouey, situé en aval du Bastan. Le petit village montagnard se bâtit autour de ses sources thermales. Nul ne sait quand ses eaux thermales ont été découvertes. La tradition veut que les bergers soient les premiers utilisateurs. Ils avaient remarqué que les brebis malades ou blessées venaient se tremper dans cette eau chaude et sulfureuse.
La commune doit son nom actuel à Madame de Maintenon qui, pendant son séjour en 1675 au bourg des Bains, où elle accompagnait le jeune duc du Maine pour faire soigner sa boiterie, datait ses lettres de « Barèges » alors que cette appellation appartenait à toute la vallée de Barèges, au sens politique : la vallée du Bastan et celle du Gave de Gavarnie, le bourg s'appelant encore simplement Les Bains en référence à ses thermes.
En 1680, Louvois, secrétaire d'État et ministre d'État de Louis XIV vient aux Bains de Barèges pour soigner une fracture de jambe. En rentrant à Versailles, il obtient de Colbert des crédits pour de premières installations militaires et un confort du thermalisme.
En 1762, une crue du Bastan emporte 17 maisons dans le petit bourg thermal.
C'est en 1946 que l'ancien bourg des Bains, désormais plus communément appelé simplement « Barèges », s’affranchit de son ancienne tutelle de Betpouey : en effet, les intérêts de Betpouey et ceux touristiques de Barèges avaient du mal à s’accorder. De plus, l’éloignement du village rendait toute tâche administrative difficile, surtout en hiver à cause des activités nouvelles dues à l’essor des sports d’hiver. La commune de Barèges est alors née en retenant le nom simple popularisé par Madame de Maintenon et le succès ultérieur de ses thermes.
Avec de très fortes pluies (vigilance météorologique rouge Inondation dans le département), liées à la fonte tardive de l'important manteau neigeux hivernal, le village de Barèges subit d'importantes destructions les 18 et mercredi 19 juin 2013 : le torrent du Bastan déborde si violemment qu'il détruit plusieurs bâtiments, arrache des bouts des routes, et coupe l'électricité et le téléphone. Aucun mort n'est cependant à déplorer. Le président de la république, François Hollande passe sur place constater ces dégâts le 7 juillet 2013.

### Personnalités liées à la commune
- Pablo Morillo.
- le père Antoine Dieuzayde.
- Henri Cazaux, skieur alpin, champion de France de slalom en 1950.

### Héraldique
| Blason | Blasonnement : Tranché : au 1er de gueules à l’isard d’or, contourné et regardant à dextre, au 2e d’azur à la fontaine jaillissante d’or ; à la paire de ski d’argent, posée en bande et brochant sur la partition. Commentaires : La présence d'une paire de skis sur le blason montre que celui-ci est récent. L'isard symbolise le Parc national des Pyrénées, les skis le domaine skiable de Barèges-La Mongie, et la fontaine la station thermale. |

## Politique et administration
| Période                                  | Période       | Identité           | Étiquette     | Qualité |
| ---------------------------------------- | ------------- | ------------------ | ------------- | --- |
| octobre 1946                             | novembre 1977 | Urbain Cazaux      | Rad. puis MRG | Conseiller général |
| novembre 1977                            | 1990          | André Sabathier    |               | |
| Novembre 1990                            | 1995          | Bernard Picard     | SE            | |
| mars 1995                                | 2000          | Emmanuel Corret    | SE            | (Mandat écourté à la suite de la démission du maire) |
| 2000                                     | mars 2001     | Philippe Trey      | SE            | |
| mars 2001                                | mars 2008     | Jean-Claude Crampe | SE puis MoDem | |
| mars 2008                                | mars 2014     | Emmanuel Corret    | SE            | |
| mars 2014                                | En cours      | Pascal Arribet     | SE            | 1er vice-président de la communauté de communes du Pays Toy (2014-2016) Vice-président de la communauté de communes Pyrénées - Vallée des gaves (2017- ) |
| Les données manquantes sont à compléter. |               |                    |               | |

### Intercommunalité
Barèges appartient à la communauté de communes du Pays Toy créée en avril 1997 et qui réunit 15 communes.

## Population et société

### Démographie

#### Évolution démographique
| 1946 | 1954 | 1962 | 1968 | 1975 | 1982 | 1990 | 1999 | 2006 |
| ---- | ---- | ---- | ---- | ---- | ---- | ---- | ---- | ---- |
| 328  | 374  | 286  | 332  | 279  | 282  | 257  | 258  | 238  |

| 2007 | 2012 | 2017 | 2022 | - | - | - | - | - |
| ---- | ---- | ---- | ---- | - | - | - | - | - |
| 233  | 175  | 163  | 136  | - | - | - | - | - |

## Économie

### Tourisme

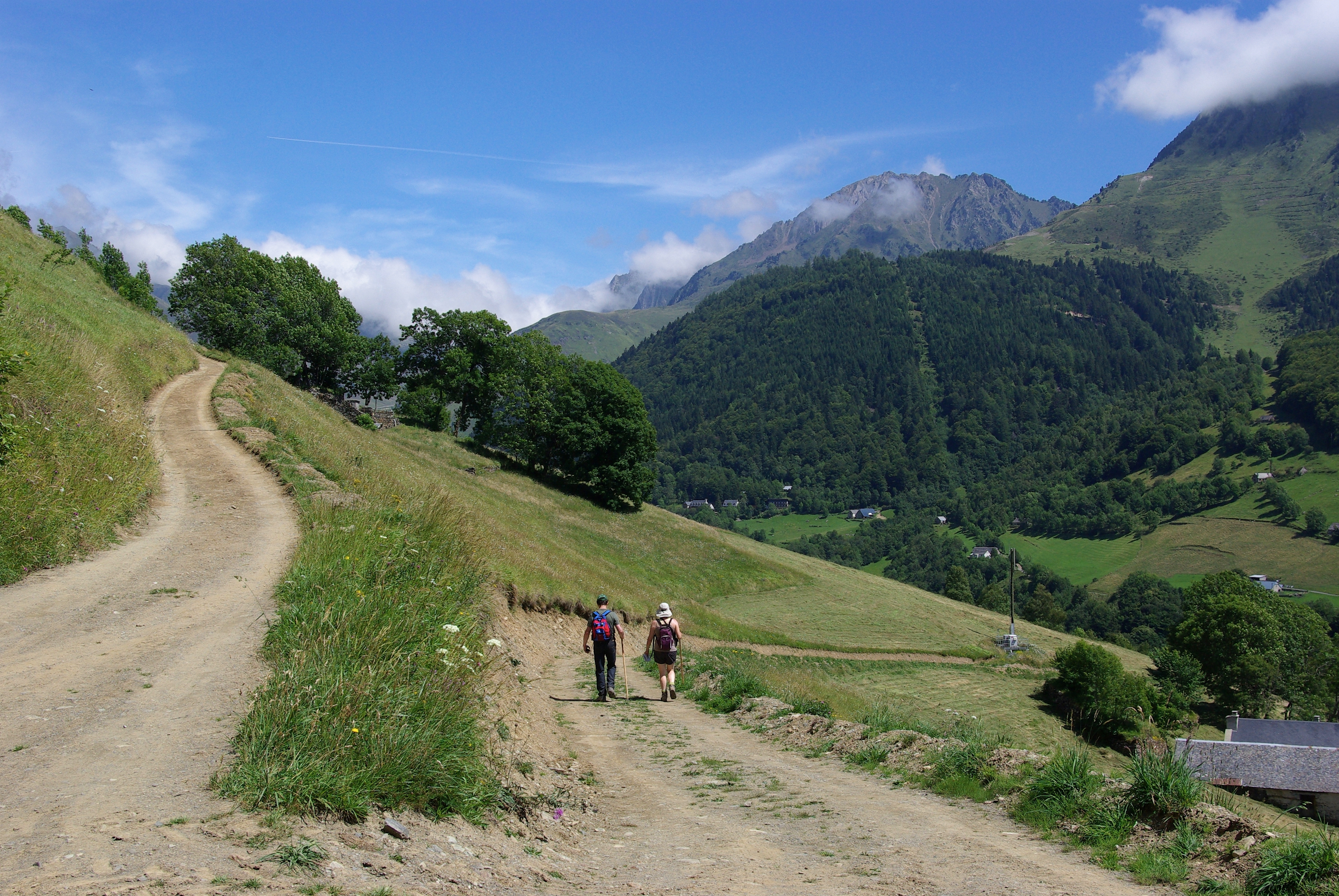
Randonneurs au croisement des chemins de l'Aygat et du Midaou.

L’historique funiculaire de l'Ayré (1936) partait du centre de Barèges et effectuait un arrêt intermédiaire à la hauteur du plateau du Lienz. Plus tard (1947) il fut prolongé et permettait d'atteindre l'altitude de 2 005 m sur le flanc nord du pic d'Ayré (qui culmine à 2 416 m). Au début des années 1950, EDF implanta un énorme chantier un peu plus haut encore (à 150 m en dessous du sommet de l'Ayré), pour percer un tunnel de 11 km afin de stocker les eaux du massif du Néouvielle et de Gavarnie dans le barrage de Cap de Long et de les ramener à travers la montagne vers la centrale hydroélectrique de Pragnères. Le funiculaire existant ne pouvant pas être prolongé, un téléphérique de chantier fut construit par EDF, d'abord pour son usage, afin de relier le chantier du tunnel, la base de vie et le refuge de la Glère à proximité, (les restes du chantier du tunnel et de la base de vie n'ont toujours pas, en 2013, été nettoyés).
Avec le développement touristique, le téléphérique EDF de l'Ayré a ensuite été un peu aménagé pour être aussi emprunté par des skieurs ou randonneurs se rendant au refuge. Lorsque la piste qui arrive désormais au refuge a été tracée au début des années 1980, le téléphérique qui ne servait plus qu'au transport des ingénieurs venant contrôler l'ouvrage (beaucoup moins nombreux que durant le chantier) fut déclassé ; alors qu'il ne répondait plus aux normes de sécurité et qu'il n'était plus nécessaire pour se rendre au refuge grâce à la nouvelle piste, le téléphérique fut complètement arrêté, puis démonté dans les années 1990.
Depuis l'an 2000, le vieux funiculaire de l'Ayré a également été arrêté pour des raisons de vieillissement des ouvrages et de sécurité, malgré l'entretien et la modernisation et des cabines et des équipements qui avaient eu lieu au cours des décennies. À ce jour en 2013, il n'a pas rouvert mais un nouveau projet est soutenu par les élus, une grande partie de la population et des fidèles de la station, destiné à remettre les ouvrages d'art et équipements vieillissants aux normes (c'est la partie la plus contraignante et la plus coûteuse des travaux nécessaires, au-delà des coûts d'exploitation ultérieurs), le moderniser pour diversifier les activités dans la station, et le rouvrir au tourisme toute l'année.
Un téléphérique (1954-1968) puis une télécabine (1968-2002) reliait également Barèges à la Laquette (altitude 1 715 m). N'étant plus aux normes de sécurité, ils furent démontés. Seul vestige du téléphérique, il reste la station de départ sur la rive droite du Bastan, en haut de Barèges au lieu-dit Aygat, tout comme le télésiège qui montait au plateau du Lienz.
Un projet d'une nouvelle remontée mécanique est à l'étude depuis 2015 pour une mise en service à l'horizon 2017/1018, celle-ci partirait du centre du village jusqu'au plateau du Lienz,.
Pour skier, il faut depuis 2002 monter en voiture ou en navette par la route D 918 (qui longe le Bastan) jusqu'au départ des remontées au lieu-dit Tournaboup où a été aménagé un grand parking, une billetterie et un bureau ESF ; ils peuvent parfois continuer en direction du col du Tourmalet, vers Super-Barèges (si c'est possible, car la route est souvent fermée en hiver ou nécessite des équipements spéciaux). La route du col est dangereuse et la petite station ne permet pas le stationnement prolongé de nombreux véhicules pour la pratique du ski, cette station étant alors fermée aux véhicules de tourisme des non-résidents qui doivent rester au parking de Tournaboup et rejoindre Super-Barèges par les télésièges de Caoubère et du Tourmalet qui connectent Barèges à La Mongie pour former le domaine du Grand Tourmalet.

### Gastronomie
- Barèges-Gavarnie est une appellation d'origine contrôlée (AOC) de viande ovine bouchère française. Elle a obtenu le label AOC en 2003.

### Mode

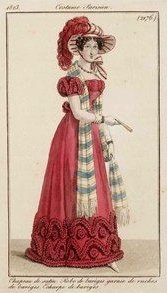
Costume parisien - chapeau de satin- robe de barèges garnie de ruches de barèges - écharpe de barèges- 1823.

Le barège est une laine de caprins. Le sous-poil de la toison de la chèvre donnait une sorte de laine légère et non croisée servant à élaborer un cachemire pour notamment tisser des robes, des écharpes, ou des sautoirs.
Les robes de barèges sont citées par Victor Hugo dans Les Misérables, par Gustave Flaubert dans Madame Bovary et L'Éducation sentimentale, par Marcel Proust.
George Sand écrit le 28 août 1825 de Bagnères-de-Bigorre dans une lettre à sa mère : Je vous porterais du barège de Barèges.

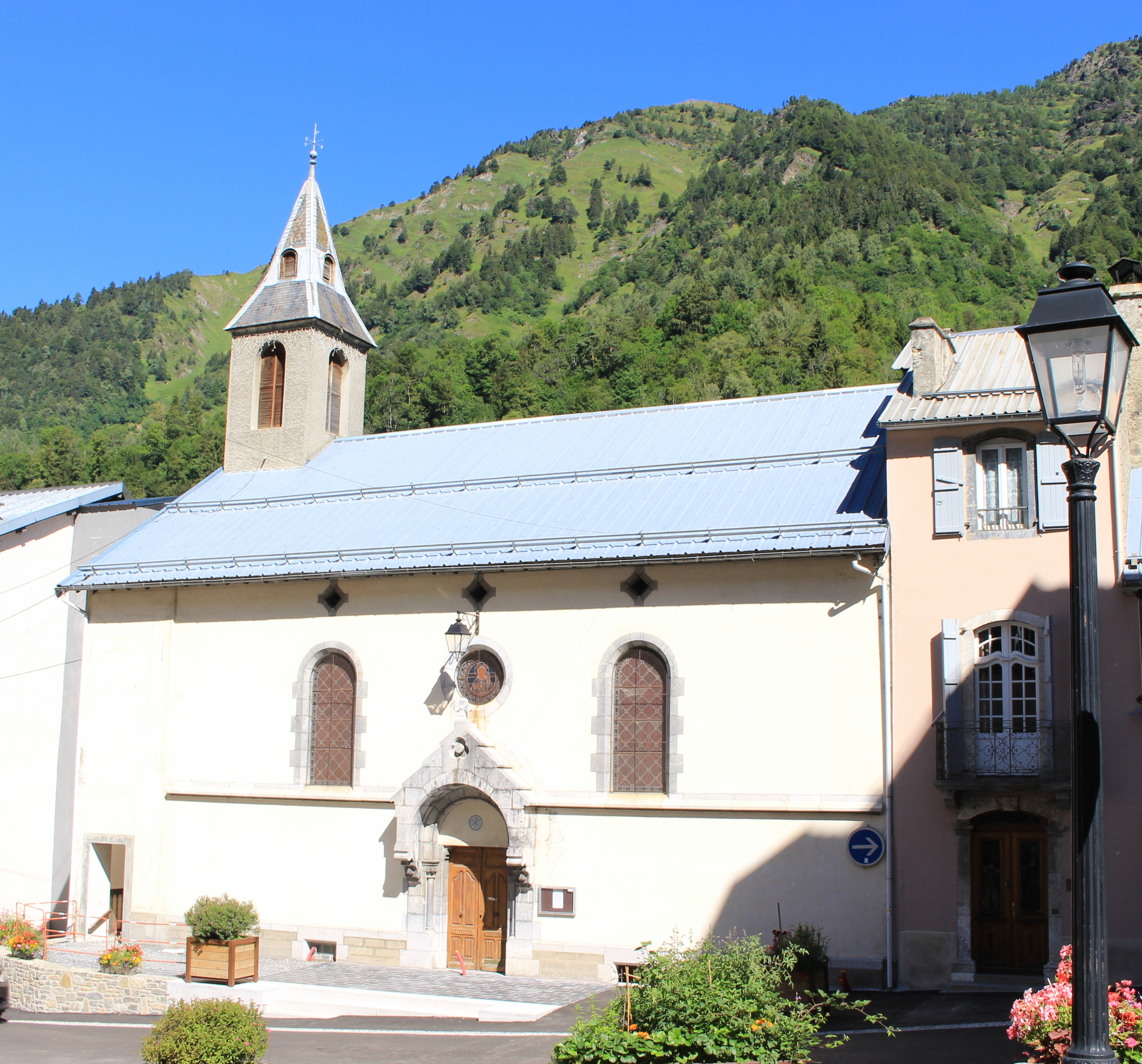
L’église Sainte-Marie-Madeleine.

Barèges - Fête des bergers 15 août 2014 - Travail de la laine
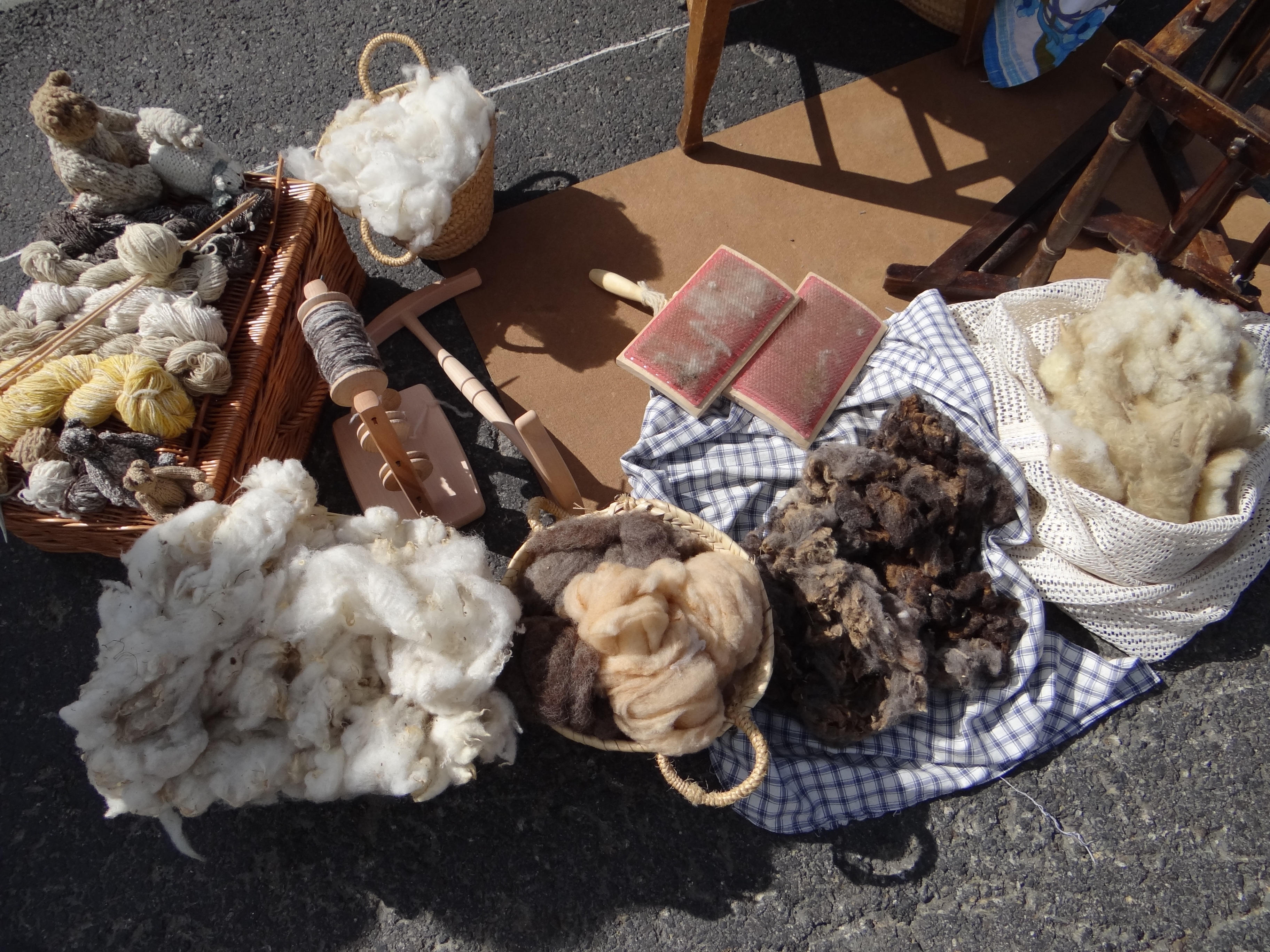
Laines de moutons.
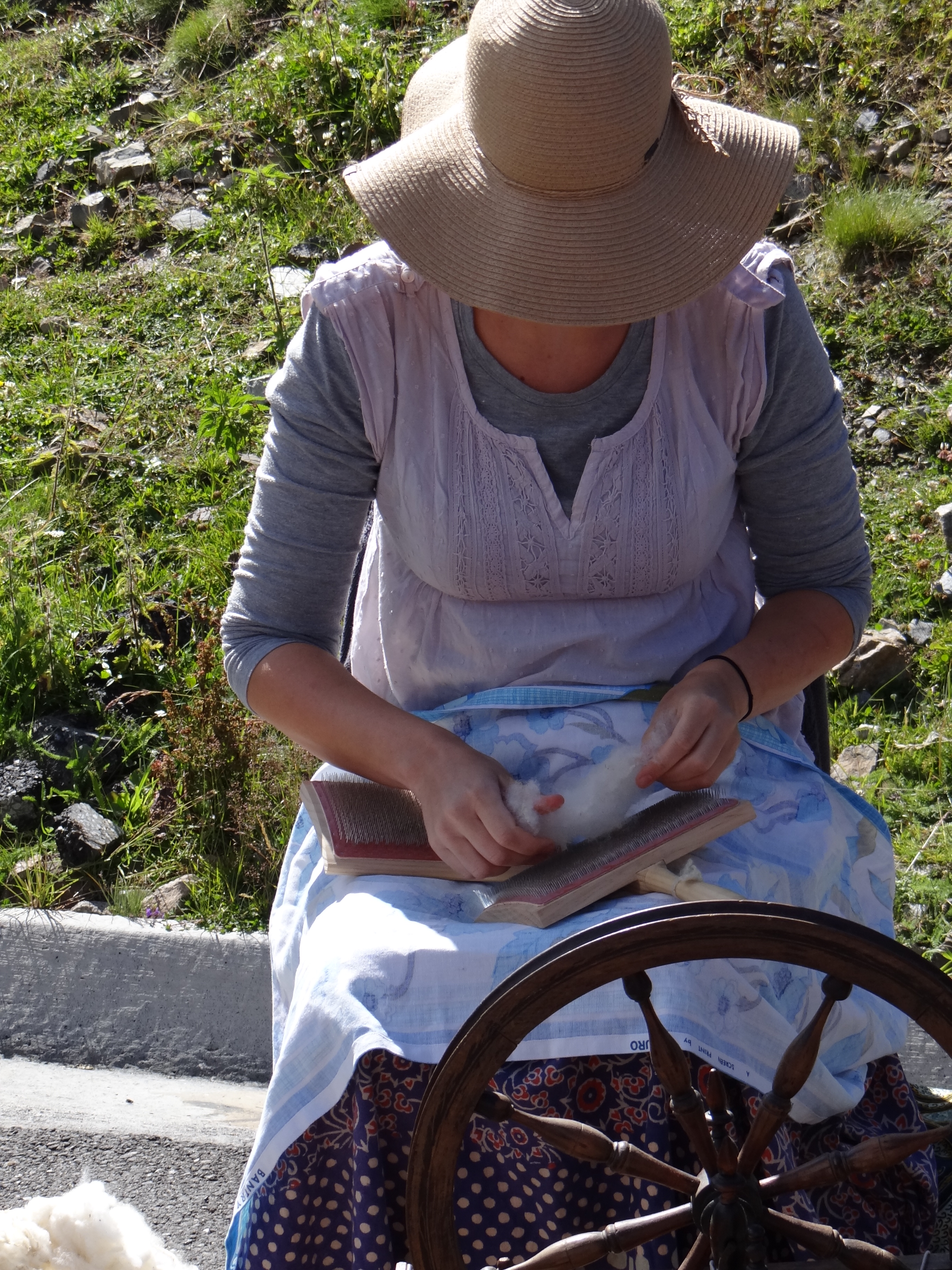
Le cardage.
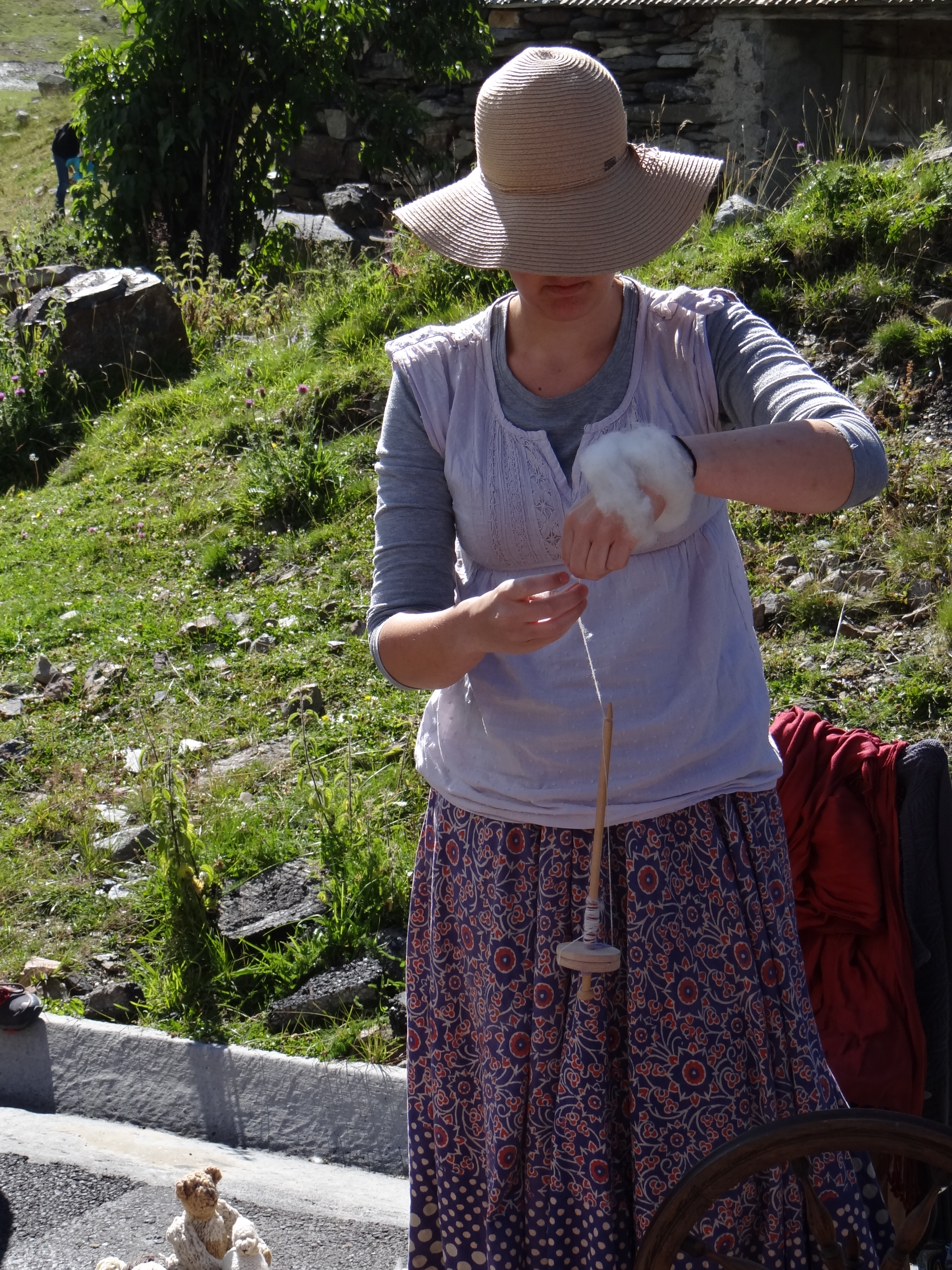
Filage au fuseau.
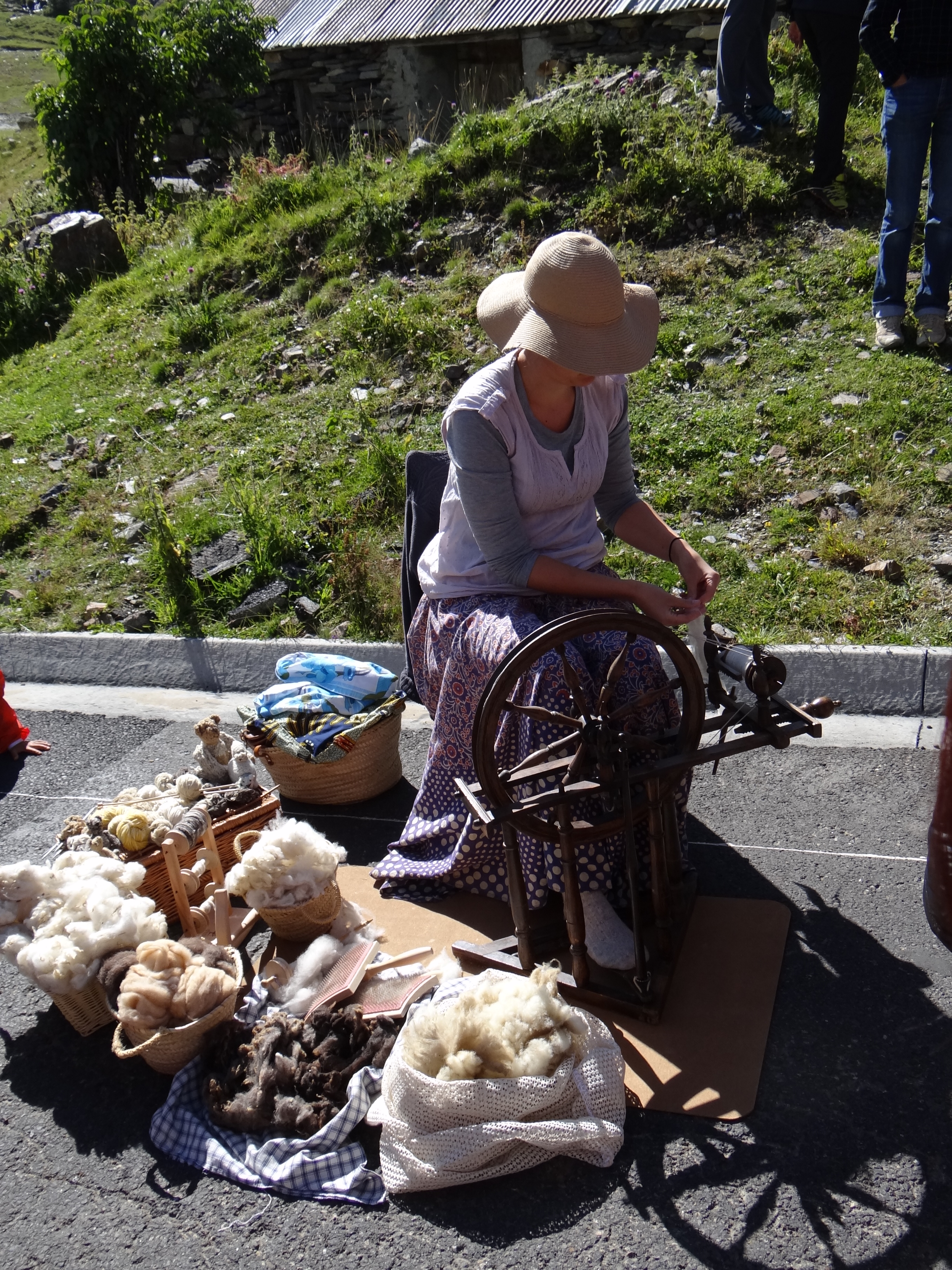
Filage au rouet.

## Culture locale et patrimoine

### Lieux et monuments

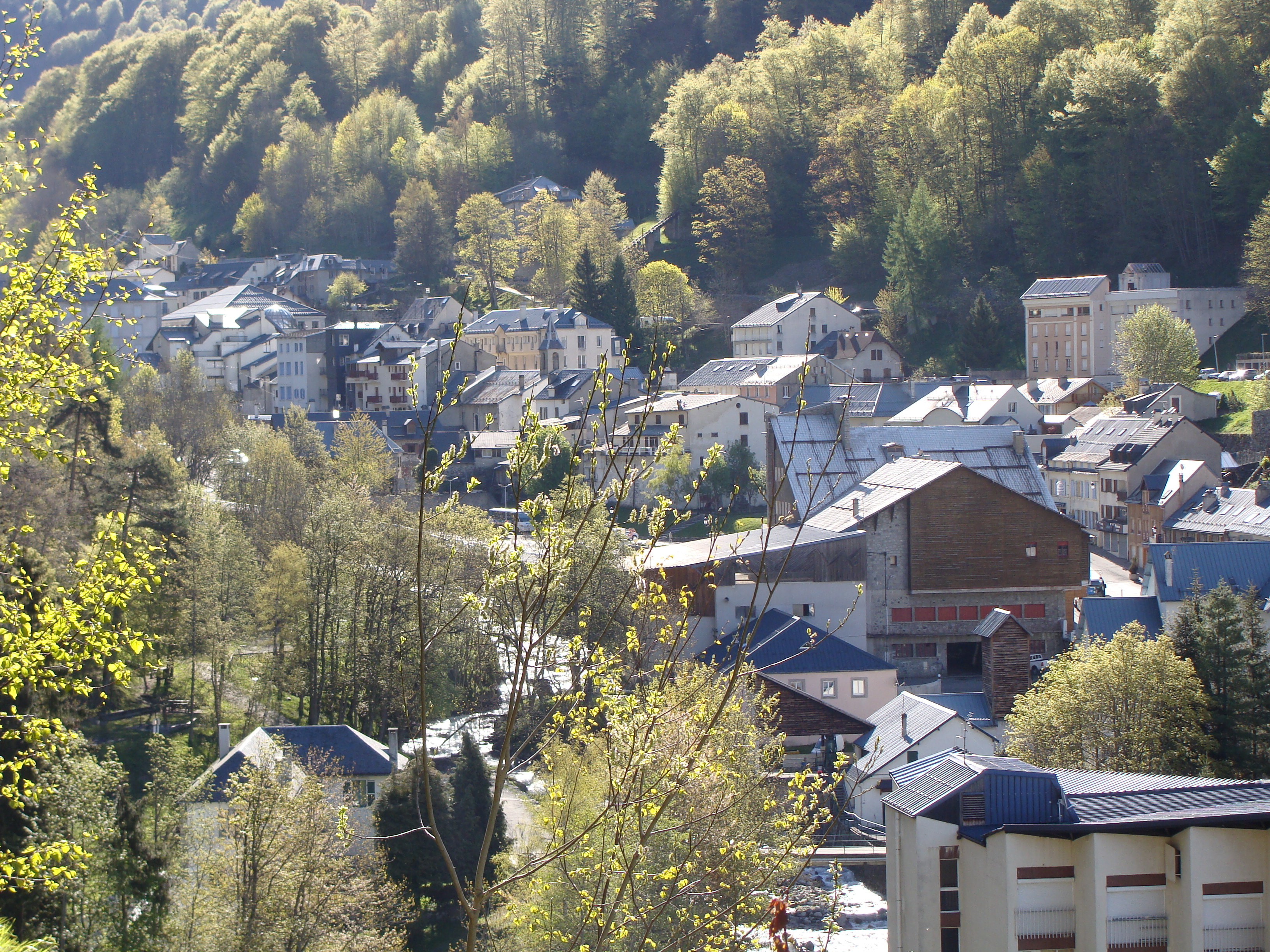
Vue générale du village de Barèges.

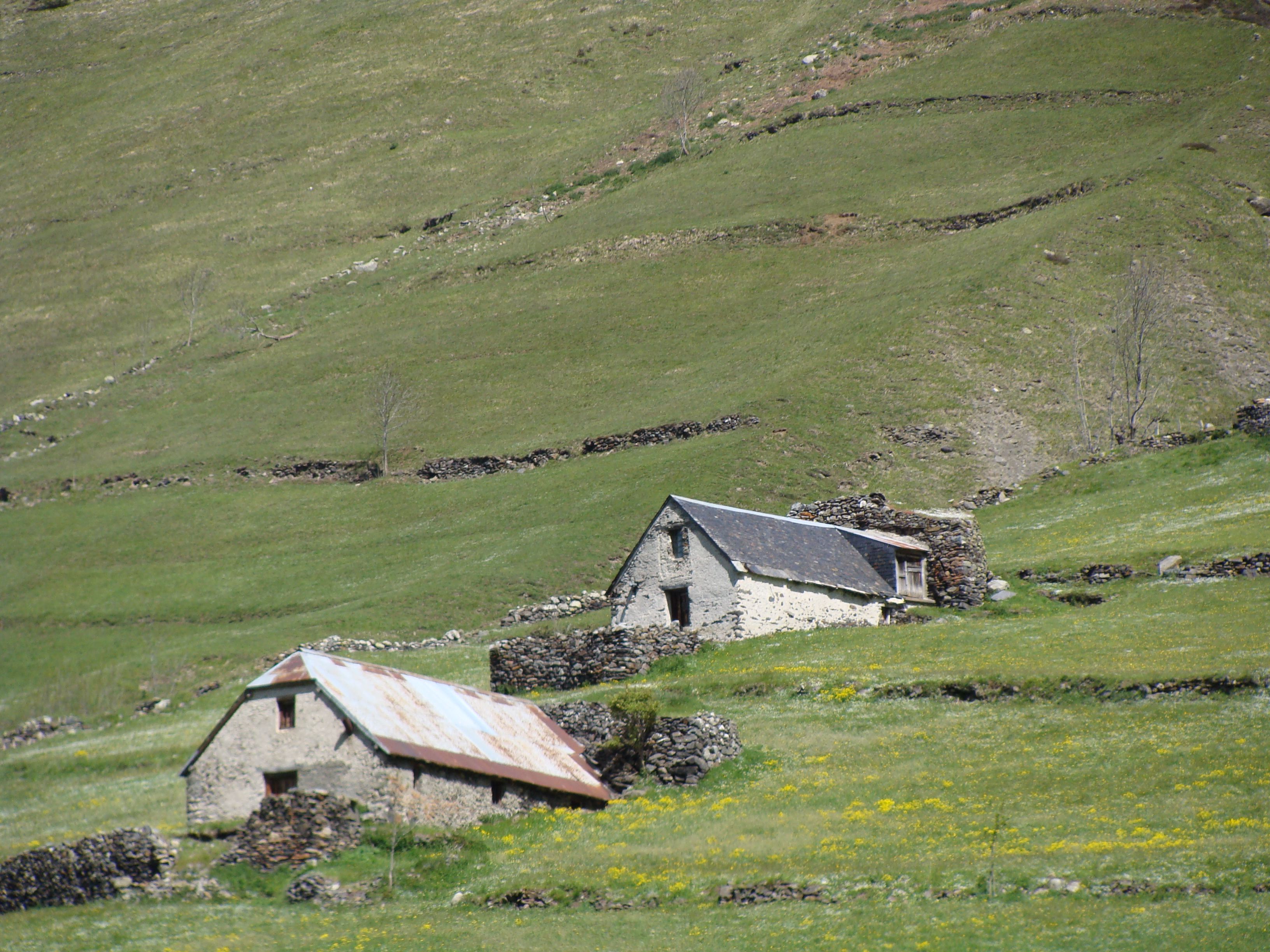
Les « granges de Piets » dans le quartier de Piets Dérat.

- Église Sainte-Marie-Madeleine de Barèges[40].

Quartiers du village et lieux-dits dans la vallée
De l'amont du Bastan vers l'aval, ce sont Super-Barèges, Tournaboup, Piets Dérat,  Souriche, Transarious, le Lienz, l' Hospitalet, Artigala, la Ribère, les thermes de Barzun et Cabadur.
Sites à voir
- Les thermes de Barèges et de Barèges-Barzun, dans le bas du village
- L'ancien funiculaire : funiculaire du pic de l'Ayré, actuellement plus en service, mais visitable dans ses trois stations dont celle de départ dans le village à côté des thermes
- Les « granges de Piets » en amont du village à Piets Dérat, construites dans le sens de la pente, et fortifiées d'une étrave de pierres qui fend les avalanches et le souffle de neige pour éviter qu'elles soient emportées.
- Le jardin botanique du Tourmalet
- Le Domaine du Tourmalet qui inclut les stations de ski de plusieurs communes, dont celles du Lienz, de Tournaboup et Super-Barèges dans la commune
- Le col du Tourmalet, qui sépare Barèges de Bagnères-de-Bigorre et qu’on rejoint par une route très pentue et tortueuse, fermée en hiver, régulièrement visité en été par les cyclistes et le Tour de France.
- Le pic du Midi de Bigorre (2 877 m), visible du dernier col, avec ses observatoires astronomiques et sa tour de télévision au sommet. En fait situé sur la commune voisine de Bagnères-de-Bigorre et accessible par deux téléphériques depuis son village de La Mongie (de l'autre côté du col du Tourmalet), il donne un panorama sur nombre des plus hauts sommets des Pyrénées et sur les vallées françaises et espagnoles. Le lac en contrebas sur son flanc sud se verse irrégulièrement dans un ruisseau qui conflue à Super-Barèges rive droite du gave du Bastan.